# 栗林美智瑠
栗林 美智瑠（くりばやし みちる、1978年7月1日 - ）は、日本のオペラ歌手、シンガーソングライター、お笑い芸人。愛称およびお笑い芸人としての芸名は、ミッチェル。
静岡県出身。吉本興業東京本社所属（NSC東京校25期）。個人事務所「東京オペラ・コミック」代表。学位は学士（音楽）（桐朋学園大学）。

## 来歴

### 幼少期 - 学生時代
静岡県三島市生まれ、千葉県佐倉市育ち。佐倉市や浦安市などを経て、東京都在住。
2歳半からピアノを始め、上野学園中学校ピアノ科に進学。それまでピアノを専門としていたが、声楽の道に興味を持ち高校は声楽科へ進学。上野学園高等学校声楽科に在学中、声楽家・平野忠彦の公開レッスンに選ばれ高い評価を得る。

### 音楽家として
桐朋学園大学音楽学部声楽科卒業。学士（音楽）の学位を取得。大学卒業後は、二期会オペラステゥーディオ予科にてオペラを学ぶ。大学在学中から、クラシックを中心に、幅広いジャンルの歌い手として活動。イベントでの司会や、学校向けコンサートでの歌のお姉さん、シンガーソングライター・カノンのバックコーラスなども務める。
2010年12月、浦安市運動公園総合体育館で行われた日本卓球リーグ決勝戦にて、国歌斉唱などを担当。
指揮者・小澤征爾の率いる「小澤征爾音楽塾 (小澤塾)」にも参加し、塾生として『蝶々夫人』や『カルメン』などの公演や合唱に出演。小澤塾の塾生によるアウトリーチ活動などにも参加した。
2012年、作詞家としてデビュー。高杉美緒と共に作詞を務めた「鬼最強ビクトリー」と「ミラクル☆ビクトリー」は、アニメ『デュエル・マスターズ ビクトリーV』のオープニングテーマとエンディングテーマに起用された。
指導者としても活動し、2017年6月26日には、声のスクールおよび個人事務所の「Canto di Bambino」を設立。2019年2月、事務所の屋号を「東京オペラ・コミック」に改めた。
2020年まで、山野楽器の音楽教室で声楽講師も勤めていた。

### お笑い芸人として
2019年、オペラの普及や自身の挑戦を目的に、吉本興業の養成所NSCに入学。東京校の25期生となる。芸名の「ミッチェル」は、音楽家の頃からの愛称でもある。
2020年3月にNSCを卒業し、以降は音楽家とお笑い芸人の仕事を両立しながら活動中。
2020年12月20日から2021年5月31日まで、配信アプリ「17LIVE」内で開催されていた「よしもと100人ライバープロジェクト『イチナナ-1グランプリ』」では、総合2位の結果を収めた。
2021年8月に芸名を一度「ミッチェルん」に変更したものの、2024年2月より再び「ミッチェル」に戻す。
2022年6月1日、NSC大阪校36期のユマ（旧・おいらがくさか）とのコンビ「真ん中」を結成したことを発表。同コンビで「THE W 2022」や「M-1グランプリ2022」に出場した後、同年10月に解散。
2024年3月1日、所属事務所のWebメディア『FANY Magazine』を通し、同年1月に子宮体癌（ステージIVのB）であると診断を受けたことを公表。公表した理由については「1人でも2人でも『私も検査に行こう』と思う人が増えてほしいし、自分の体の不調を見過ごしてほしくない。元気な人、頑張れちゃう人はとくに気をつけてほしいと思います。」と語っている。なお、公表当時は抗がん剤による治療を行う予定としていたものの、その後のインタビューでは、仕事の継続したいという本人の意思や体調により抗がん剤による治療は1回でストップしたとも述べている。

## 芸風
主に歌ネタ。現役のオペラ歌手（ソプラノ歌手）としても活動する歌唱力を活かしたネタを得意とする。歌ネタを披露する際は紫色のドレスを着用し、高さのある白いプーフ風のカツラを被ることもある。
YouTubeや17LIVEでは、架空の人物になり切り、その人物としてのトークや漫談を披露することもある。

## 出演

### テレビ
- ◯◯に10万円あげたらこんな使い方されちゃいました！（CBCテレビ、2021年1月3日[28]）
- 火曜は全力!華大さんと千鳥くん（フジテレビ系列、2021年5月11日[29]）
- いろはに千鳥（テレビ埼玉、2021年9月14日[30]）
- Cheeky's Evening（BSよしもと、2022年10月24日[31]）

### ラジオ
- ミッチェルのLoveMission（浦安ネットラジオ ちょあへよ.com、2011年8月18日[32] - ）[注 3]
- ゴヤのラジホテル（stand.fm、2021年5月16日[3][33]、8月8日[34][35]、10月3日[36][37]）
- パンサー向井の＃ふらっと（TBSラジオ、2025年7月8日[38]）

### 配信番組
- NSC東京 賞レース対策模試（YouTube）
  1. 今期もスタート!! 令和こそタイトル勝ち獲るぞ!! 試してみたい新ネタスペシャル[39]（2019年7月9日[注 4]）
  2. 賞レース予選、真っ只中!! 鬼塾長よ、このネタなら、どうじゃい!!?[41]（2019年9月13日[42]）
  3. 令和元年の俺たちのベストネタ!これなら賞レースはどこまで行けますか?!SP[43]（2019年11月27日[44]）
  4. 令和も2年目に突入!! 新春・新ネタで鬼塾長から、お年玉をゲットするぞスペシャル!![45]（2020年1月22日[46]）
- メゾン・ド・ジョイマン[47]（YouTube、2020年9月25日[48]）
- よしもとイチナナ-1グランプリ6月度特別番組（17LIVE、2021年6月8日[49]）
- かまいったーTV（Twitter、2021年6月10日[50][注 5]、2022年3月17日[51][52]）

### CM
- みんな電力 - 「暑すぎ」篇[53][54]（2021年4月26日[55] - ）カーラーを巻いた青い服の女性役
- マクドナルド - 「サムライマック︎®︎をオペラにしてみた。」[56]（2022年11月24日） - 毎年11月24日が「オペラ記念日」であることにちなんだSNS広告

## 作品

### シングル（作詞担当）
- 鬼最強ビクトリー（デュエル・マスターズ ビクトリーV オープニングテーマ）[注 6]
- ミラクル☆ビクトリー（デュエル・マスターズ ビクトリーV エンディングテーマ）[注 6]

上記2作品は共に、作曲・編曲は持田裕輔、歌はデュエル・ヒーロー ユウ＆アツトが担当。

### アルバム
- オリジナルミニアルバム「Mission」[57]

### 商品PV（楽曲提供）
- まずい棒（銚子電気鉄道、2018年）
  - 切符売りの少女篇[58]
  - 経営会議篇〜「まずい棒の儀」[59]

### イベント（制作協力）
- 銚子電気鉄道「お化け屋敷電車」イベント
  - 2017年 神隠しの花嫁[60]
  - 2018年 傀儡子の呪い人形[61]

## 受賞歴・賞レース等での成績
個人
- 2012年 軽井沢ラヴソング・アウォード - 【Webヒット賞】2位
- 2018年 第8回江東区地域クラウド交流会 - 優勝
- 2019年 女芸人No.1決定戦 THE W 2019 - 1回戦敗退
- 2020年 R-1ぐらんぷり2020 - 1回戦敗退
- 2020年 女芸人No.1決定戦 THE W 2020 - 1回戦敗退
- 2021年 R-1グランプリ2021 - 1回戦敗退
- 2021年 よしもと100人ライバープロジェクト『イチナナ-1グランプリ』 - 総合2位
- 2021年 女芸人No.1決定戦 THE W 2021 - 1回戦敗退
- 2023年 R-1グランプリ2023 - 1回戦敗退

コンビ
- 2022年 M-1グランプリ2022 - 2回戦進出
- 2022年 女芸人No.1決定戦 THE W 2022 - 2回戦進出
- 2023年 M-1グランプリ2023 - 1回戦敗退（ユニットコンビ「キャンディーキャンディー」として）